# IC 3131
IC 3131 = IC 3132 ist eine linsenförmige Galaxie vom Hubble-Typ S0-a im Sternbild Virgo. Sie ist schätzungsweise 68 Millionen Lichtjahre von der Milchstraße entfernt.
Das Objekt wurde am 20. November 1899 von Arnold Schwassmann entdeckt.